# Gerencia de Infraestructuras y Equipamiento de la Seguridad del Estado
La Gerencia de Infraestructuras y Equipamiento de la Seguridad del Estado (GIESE) es un organismo público español, adscrito al Ministerio del Interior, responsable de la gestión y venta de bienes muebles e inmuebles del Departamento, así como de suministrar infraestructura, armamento y material a las Fuerzas y Cuerpos de Seguridad del Estado.
La GIESE está presidida por el secretario de Estado de Seguridad, de cuyo órgano superior depende, y su órgano ejecutivo es el director de la Gerencia.

## Historia
La Gerencia fue creada por la Ley de Medidas Fiscales, Administrativas y del Orden Social de 30 de diciembre de 1997, bajo la denominación de Gerencia de Infraestructura de la Seguridad del Estado. Originalmente sus funciones estaban enfocadas únicamente en la gestión de la infraestructura relevante para la seguridad del Estado, estableciéndose, además, un plazo límite de existencia, que serían cinco años.
Sin embargo, el 29 de diciembre de 2000, se aprobó una nueva Ley de Medidas Fiscales, Administrativas y del Orden Social que establecía una duración ilimitada para el organismo autónomo y ampliaba sus funciones a las relativas a adquisición de infraestructura, armamento y material para los cuerpos policiales, así como la posibilidad de enajenar los bienes muebles e inmuebles que se le confiriesen para sufragar su actividad, y contribuir con la gestión de dichos inmuebles a las políticas de vivienda. Estos cambios se reflejaron en su denominación, que pasó a ser Gerencia de Infraestructuras y Equipamiento de la Seguridad del Estado.

## Funciones
La GIESE tiene como funciones:
1. Desarrollar las directrices del Ministerio del Interior en materia de patrimonio inmobiliario y condiciones urbanísticas del mismo, a efectos de la elaboración y realización de los planes de infraestructura de la seguridad del Estado y cumplir los cometidos que se le asignen en relación con los inmuebles afectados a los fines de la seguridad.
2. Hacer propuestas referentes al planeamiento urbanístico, coordinar y desarrollar los planes de infraestructura de la seguridad del Estado, así como llevar a cabo acuerdos de colaboración al efecto con las corporaciones locales y con las comunidades autónomas.
3. Colaborar con los ayuntamientos en los planes de ordenación urbana que afecten a los inmuebles y acuartelamientos existentes. Esta colaboración, así como las propuestas a que se refiere el apartado anterior, deberán procurar la coordinación con el planeamiento para facilitar la ejecución de los planes infraestructura.
4. Obras de construcción, ampliación, reforma y mantenimiento de bienes inmuebles afectos a los fines de la seguridad del Estado, conforme a los planes de infraestructura formulados, sin perjuicio de las que se puedan encomendar a la Sociedad de Infraestructuras y Equipamientos Penitenciarios, de acuerdo con sus Estatutos, y a los órganos gestores del Ministerio del Interior.
5. La enajenación de los bienes inmuebles afectos a los fines de la seguridad del Estado puestos a su disposición, mediante venta o permuta, según los correspondientes planes, al objeto de obtener recursos para el cumplimiento de los fines del organismo.
6. La adquisición de infraestructura, armamento y material para su uso por las Fuerzas y Cuerpos de Seguridad del Estado de acuerdo con los planes y programas aprobados por la Secretaría de Estado de Seguridad y que ésta le encomiende, sin perjuicio de las competencias de la Dirección General de la Policía y de la Dirección General de la Guardia Civil.
7. La enajenación onerosa de los bienes muebles que sean puestos a su disposición, al objeto de obtener recursos para el cumplimiento de los fines del organismo.
8. Coadyuvar, con la gestión de los bienes inmuebles que sean puestos a su disposición, al desarrollo y ejecución de las distintas políticas públicas en vigor y, en particular, de la política de vivienda, en colaboración con las Administraciones competentes.

## Estructura
La Gerencia tiene como órganos de gobierno y administración; el Consejo Rector y el director de la Gerencia.

### Consejo Rector
El Consejo Rector es el órgano colegiado superior de dirección. Está presidido por el secretario de Estado de Seguridad y está compuesto por un mínimo de seis vocales y un máximo de doce. Son vocales natos el director general de la Policía, el director general de la Guardia Civil, el director general de Patrimonio del Estado, el director general de Presupuestos y el Director general de Arquitectura, Vivienda y Suelo.
Corresponde al Consejo Rector, además de la alta dirección y representación del organismo, la aprobación de los planes de actuación, los de compra, venta y permuta de solares y bienes muebles e inmuebles y las competencias que se le asignen reglamentariamente.

### Director
El director es el órgano ejecutivo de la Gerencia, y se encarga de:
- Representar de forma ordinaria a la GISE en todos los actos y contratos que se celebren, así como ante los Tribunales y Administraciones públicas, sin perjuicio de las competencias del Consejo Rector y de su Presidente.
- Asistir al Presidente en la vigilancia y cumplimiento del Estatuto.
- Desarrollar y ejecutar los planes aprobados.
- Ejecutar los acuerdos del Consejo Rector y, en su caso, de la Comisión Delegada.
- Asistir a las reuniones del Consejo Rector y de la Comisión Delegada, en su caso.
- Estudiar, para su elevación al Consejo Rector, el proyecto de organización y estructura de la GISE, así como las correspondientes relaciones de puestos de trabajo.
- Dirigir y coordinar los distintos servicios y unidades de la Gerencia.
- Negociar con entes públicos y privados la firma de convenios y contratos y proponer, en su caso, al Consejo Rector la resolución que proceda.
- Ordenar los gastos y pagos de la GISE y efectuar toda clase de cobros cualquiera que sea su cuantía.
- Elaborar la memoria anual de actividades de la GISE, así como proponer al Consejo Rector el anteproyecto de presupuestos.
- Formular y elevar para su aprobación al Consejo Rector las cuentas anuales.

Desde el año 2012, cuando se suprimió la Dirección General de Infraestructuras y Material de Seguridad, cuyo titular era el director del organismo, asume la dirección el secretario de Estado de Seguridad.

#### Secretario General
Como órgano de asistencia al director existe un Secretario general con el rango de subdirector general. Asimismo, se encarga de la gestión de los recursos humanos y materiales, de la gestión económico-financiera y presupuestaria, y de la gestión administrativa de las operaciones del Organismo.